# 12-й армійський корпус (Велика Британія)
12-й корпус Великої Британії (англ. XII Corps (United Kingdom) — військове об'єднання, армійський корпус британської армії, часів Першої та Другої світових війн.

## Історія

### Перша світова війна
XII корпус був сформований у Франції 8 вересня 1915 року під командуванням генерал-лейтенанта сера Генрі Фуллера Мейтленда Вілсона. У листопаді 1915 року XII корпус з 22-ю, 26-ю та 28-ю дивізії з Франції був переправлений на Балкани для посилення сил союзників на Салоницькому фронті. Вілсон і його штаб прибули до порту Салонік 12 листопада, але командувач британськими силами у Салоніках (BSF) на основі штабу XII корпусу розгорнув власний штаб командування. 14 грудня 1915 року Воєнний офіс санкціонував розгортання двох корпусів у складі BSF, і Вілсон по новому сформував XII корпус.
У липні 1916 року після періоду перебування на оборонних позиціях навколо Салонік, XII корпус перемістився на колишні французькі позиції, але лише частина брала участь у боях влітку та восени. У квітні 1917 року корпус бився в наступальній операції на болгарські позиції на захід від озера Дойран. Було задіяно лише три бригади, але втрати були значні, а успіху було мало.
Ця битва при Дойрані (друга битва за болгарськими розрахунками) була невдалою, і, оскільки багато військ було забрано в нього та переведено на інші театри війни, XII корпус не мав ніяких можливостей вести наступальні дії аж до 18 вересня 1918 року. В ході проведення третьої битви при Дойрані 1918 року британський корпус виконав визначену командувачем генералом Джорджем Мілном ціль наступальної операції, відвернувши увагу Болгарії від основного франко-сербського удару генерала Луї Франше д'Еспере, який завдавався по болгарській обороні далі на захід. 21 вересня BSF отримав наказ переслідувати болгар, що відступали, XII корпус був в першому ешелоні ударного угруповання. 29 вересня Болгарія підписала перемир'я з союзниками, але XII корпус продовжував просуватися через Болгарію до турецького кордону, поки турки-османи також не підписали Мудроське перемир'я 30 жовтня.
Далі XII корпус окупував частину європейської Туреччини, і Вілсон був призначений командувачем Об'єднаними силами союзників на Галліполі і Босфорі. 11 лютого 1919 року XII корпус був розформований, Вілсон став командувачем союзними військами Туреччини в Європі, британською армією «Салоніки» та британською армією на Чорному морі.

### Друга світова війна
Вдруге XII корпус був сформований у 1940 році й підпорядковувався головнокомандувачу Домашніми силами на початку Другої світової війни.
В ході проведення операції «Оверлорд» XII корпус під командуванням лейтенант-генерала Ніла Річі був призначений як один із корпусів другої хвилі британської 2-ї армії лейтенант-генерала Майлза С. Демпсі, і був відправлений до Нормандії невдовзі після вторгнення союзників до Нормандії в червні 1944 року. У липні частини корпусу змінили війська VIII корпусу лейтенант-генерала Річарда Н. О'Коннора, які утримували район долини Одон. Потім XII корпус брав участь у діях перед операцією «Гудвуд», а в серпні був залучений до боїв на південь від цього району.
У вересні 1944 року XII корпус підтримував лівий фланг XXX корпусу під час операції «Маркет Гарден»; але, як і VIII корпус на правому фланзі, намагався зрівнятися з темпами швидкого просування XXX корпусу, що наступав у центрі ударного угруповання союзників. Наслідком цього стало те, що фланги XXX корпусу оголилися і його лінії комунікацій піддалися німецьким контратакам. Пізніше XII корпус продовжував битися в решті кампанії в Західній Європі, під час операцій «Фазан», «Блеккок», а потім під час вторгнення в Німеччину.

## Командування
Перша світова війна
- лейтенант-генерал Генрі Фуллер Мейтленд Вілсон (1915 — 1919);

Друга світова війна
- лейтенант-генерал Ендрю Торн (червень 1940 — квітень 1941);
- лейтенант-генерал Бернард Монтгомері (квітень — листопад 1941);
- лейтенант-генерал Джеймс Гаммель (листопад 1941 — вересень 1942);
- лейтенант-генерал Монтегю Стопфорд (листопад 1942 — листопад 1943);
- лейтенант-генерал Ніл Річі (грудень 1943 — травень 1945).